# Короди, Андраш
А́ндраш Ко́роди (венг. Kórodi András; 24 мая 1922, Будапешт — 17 сентября 1986, Тревизо) — венгерский дирижёр.
С 1935 г. занимался на фортепиано, в том числе у Маргит Варро; в 1941—1944 гг. учился в Будапештской академии музыки у Яноша Ференчика (дирижирование), изучал также композицию под руководством Ласло Лайты. С 1946 г. работал в Будапештской опере репетитором; постепенно начал исполнять и обязанности дирижёра, особенно выдвинувшись после того, как в результате венгерских событий 1956 года ряд значительных венгерских дирижёров покинули страну. В 1957 г. в качестве приглашённого дирижёра провёл в Большом театре в Москве оперу Бизе «Кармен». В большей степени, однако, Короди специализировался на музыке XX века, особенно венгерской; среди данных им премьер, в частности, «Кровавая свадьба» Шандора Соколаи (1964).
Наряду с оперной карьерой Короди занимался и симфоническим дирижированием. В этой области его карьеры высшим пунктом стало руководство Будапештским филармоническим оркестром, который он возглавлял с 1967 года до конца жизни. В 1970 году Короди был удостоен премии имени Кошута.